# Déviation conjuguée
Die Déviation conjuguée (frz. „vereinte Abweichung“; auch konjugierte Deviation oder nach dem Beschreiber Jean Louis Prévost auch Prévost-Zeichen) ist eine anfallsweise, unwillkürliche und nicht beeinflussbare Form der Blickdeviation bei pathologischen Zuständen des frontalen Gehirns. Es handelt sich um eine gleichsinnige Bewegung beider Augen (Version) in ein und dieselbe Richtung ohne das Auftreten einer Schielabweichung. Ursache ist eine zeitweise oder dauerhafte Funktionsstörung des frontalen Augenfeldes. Schädigungen dieses Hirnareals wie bei Schlaganfällen führen zu einer Augenbewegung zur Seite der Läsion (Herdblick). Auch eine ebenso unwillkürliche Drehung des Kopfes in dieselbe Richtung kann auftreten. Bei fokalen Anfällen im Frontalhirnbereich hingegen erfolgt die Blickwendung zur gesunden Seite. Die paretische Déviation conjuguée (beim Infarkt) kann durch schnelle passive Kopfwendung (Auslösen des vestibulookulären Reflexes) kurzzeitig überwunden werden. Auch bei Schädigungen der Brücke (Pons) kann ein Abweichungsblick auftreten, er ist dann zur Gegenseite der Läsion gerichtet und nicht durch passive Kopfbewegungen zu überwinden.